# Popillia serena
Popillia serena är en skalbaggsart som beskrevs av Edgar von Harold 1878. Popillia serena ingår i släktet Popillia och familjen Rutelidae. Utöver nominatformen finns också underarten P. s. circumcincta.